# 마셜 블루스브레이커
마셜 블루스브레이커는 마샬이 만든 기타 앰프이다. 네 개의 10-인치 스피커(1961년 모델) 혹은 두 개의 12-인치 스피커 (1962년 모델)와 연결되는 콤보 앰프였다. 
이 앰프는 1965년 출시되었으며, 1966년 단종되었다. 이 앰프의 출력은, 보통 사람들이 말하는 45와트가 아니라, 30와트였다. (이름 "JTM45"가 사람들로 하여금 이 앰프가 45와트일 것이라는 추측을 하게 만든다.) 하지만 50와트 모델을 포함한 변종 JTM45 모델이 있기는 하였다. 이 앰프는 트레몰로를 갖추고 있었다. 4x10" 블루스브레이커 모델은 다시 생산되지 않았으나, 2x12" 모델은 다시 생산된 것으로 알려져 있다. 
에릭 클랩튼이 존 메이올의 존 메이올 앤드 더 블루스브레이커즈 그룹에 초대받았을 시절, 에릭 크랩튼은, 그의 차 지붕에 실을 수 있는, 트레몰로가 달린 콤보 앰플리파이어를 만들어 줄 수 있겠느냐고, 짐 마샬 (사업가)에게 문의하였다. 이에 그 유명한 앰프가 탄생한 것이었는데, 그래서 이름이 "블루스브레이커" 앰프였다. 블루스브레이커 앰프는 사실은 JTM45 앰프에다가 훗날의 마샬 앰프와는 다른 캐비닛을 장착한 것이었다. 블루스브레이커 앰프는 EL34 진공관을 쓰지 않았으며 대신 KT66 진공관을 사용하였다. 클랩튼은 1996년 발매된 앨범 - 보통 사람들이 《비아노》(Beano) 앨범이라고 부르는 것 - 《블루스브레이커즈 위드 에릭 클랩튼》 앨범에서, 그의 깁슨 레스폴 기타를 블루스브레이커 앰프를 통해 연주하였다. 이 앰프를 사용함으로써 오늘날 들을 수 있는 레스 폴 기타와 마샬 앰프 조합의 헤비한 디스토션 사운드를 얻어낼 수 있었다. 클랩튼이 1961년 혹은 1962년에도 이 앰프를 사용하였는지는, 논란이 있다. 블루스브레이커즈 그룹과의 불화 이후, 클랩튼은 그의 밴드 크림을 결성하였으며, 이 밴드 시절부터 더 강력하고 큰 마샬 앰프를 쓰기 시작하였다. 사운드 측면에서, 블루스브레이커 앰프를 사용하여 만들어낸 독특한 사운드와는 점점 거리가 멀어져 갔다. 

## 재발매
마샬 블루스브레이커 앰프는 재발매된 적이 있다.